# Felsberg
Felsberg település Németországban, Hessen tartományban. Lakosainak száma 10 658 fő (2023. december 31.).

## Népesség
A település népességének változása:
| Lakosok száma | 10 624 | 10 616 | 10 627 | 10 627 | 10 638 | 10 633 | 10 658 |
|               | 2015   | 2017   | 2018   | 2019   | 2021   | 2022   | 2023   |